# زبیده آغا
زبیده آغا از زنان هنرمند و نقاشان پاکستانی تبار است که به سال ۱۳۰۱ شمسی به دنیا آمد و به سال ۱۳۷۶ از دنیا رفت. او به نقاشی انتزاعی علاقه‌مند بود و آثارش در ابتدا نزد منتقدان پاکستانی مورد انتقاد و تمسخر قرار گرفت.

## سرگذشت
زبیده آغا، از زنان پیشگام در هنر نوگرای پاکستان است که به سال ۱۳۰۱ شمسی مصادف با ۱۹۲۲ میلادی در شهر لائل‌پور از نواحی فیصل آباد به دنیا آمد. وی در رشته علوم سیاسی در کالج کینرد دانشگاه زنان در لاهور تحصیل کرده‌است. پس از آن او به دانشگاه هنرهای زیبایی لاهور رفته و به تاریخ ۱۳۲۵ ش مصادف با ۱۹۴۶ میلادی، به واسطه ماریو پرلینگیری (از نقاشان ایتالیایی و از شاگردان پیکاسو) با نقاشی انتزاعی آشنایی پیدا کرد.
زبیده آغا کمی بعد از نمایشگاهش در پاکستان، به سال ۱۳۲۹ تا ۱۳۳۲ به اروپا عزیمت کرد و در مدرسه هنرهای زیبایی در پاریس و مدرسه هنر سنت مارتین در لندن تحصیل کرد. او در سال ۱۳۳۰ شمسی و همزمان با تحولات سیاسی در پاکستان، نخستین انجمن هنری در لاهور را تأسیس کرد و با این اقدام، آشنایی با هنر در پاکستان به مرحله جدید ورود کرد. زبیده در این مدت در کراچی ساکن شد. وی از سال ۱۳۴۰ مدیریت گالری هنر راولیندی که یکی از مراکز هنری در پاکستان بود را عهده‌دار شد. او این منصب را ۱۱۶ سال حفظ کرد و در این مدت، از هنرمندان پاکستانی بسیاری که به هنرهای مدرن علاقه داشتند، حمایت کرد.

### درگذشت
در نهایت زبیده به سال ۱۳۷۶ مصادف با ۱۹۹۷ میلادی درگذشت.

## نمایشگاه‌ها و آثار
او نخستین نمایشگاه تخصصی خود را در ۱۳۲۸ شمسی مصادف با ۱۹۴۹ میلادی در کراچی برگزار کرد. برگزاری این نمایشگاه به نوعی نشان‌دهده ورود نقاشی انتزاعی و مدرن به پاکستان بود. در این نمایشگاه هیچ نقاشی سنتی به نمایش گذاشته نشد. دومین نمایشگاه او مربوط به سال ۱۳۳۴ شمسی مصادف با ۱۹۵۳ میلادی است که در پاکستان صورت گرفت.
آثار او در نوع انتزاعی، از اشکال هندسی و شبه هندسی تشکیل شده‌است و به همین جهت مورد تمسخر منتقدان قرار گرفته‌است. علت این نظرهای تند، نبود زمینه نظری و تجربی در هنر پاکستان نسبت به نوع نقاشی او عنوان شده‌است. آثار ابتدایی زبیده، ترکیبی از سنت‌گرایی و نوگرایی بود و نقاشی نوگرایی هندی و امرتا شیرگل از مسائل تأثیر گذار در آثار او به‌شمار رفته‌است. تمایل او به استفاده از اشکال رازآمیز و ترکیب‌بندی عناصر نامتجانس در آثارش یادآور آثار نقاشانی چون مارک شاگال و ادوارد مونک است. منتقدان آثار او، از زوایان گونانی به انتقاد پرداخته‌اند. عبدالحمید آغا برادر زبیده آثار خواهرش را با مبانی نظری هنر اسلامی مرتبط دانسته‌است. خودش در خصوص آثار می‌گوید: من آثارم را از چیزی کپی و برداشت نمی‌کنم، بلکه همه را در ذهن ایجاد می‌کنم.
گزارش شده‌است که او با چهار نقاشی و دو مجسمه در نمایشگاهی در لاهور شرکت کرد. این نمایشگاه به سال ۱۹۴۶ میلادی برگزار شد و زبیده نیز در این همایش، توانست جایزه اول را در مسابقه بهترین مجسمه کسب نمایند. او همچنین در سال ۱۹۵۶ و به پاس زحماتش، مدال زیبایی پاکستان را از رئیس‌جمهور این کشور دریافت کرد.

## پیشینه نقاشی مدرن در منطقه
پیش از زبیده، نقاشان دیگری از شبه قاره هند همچون عبدالرحمن جغتایی، شاکر علی و زین العابدین، نقاشی مدرن را در دستور کار خود قرار داده بودند. با این وجود، منابع زبیده آغا را به عنوان بنیانگذار هنرهای مدرن در پاکستان معرفی کرده‌اند.